# Pedro Buerbaum
Pedro Buerbaum Ortega(El Sauzal, Tenerife; 1995) es un emprendedor y creador de contenido español. Se ha destacado en el mundo del emprendimiento con la creación de la famosa cadena de tiendas La Pollería, especializada en la venta de gofres con formas poco convencionales, como penes y vaginas. Este negocio, que comenzó como una idea innovadora en Madrid, se ha convertido en un fenómeno viral en las redes sociales, logrando una facturación anual de 4,5 millones de euros.

## Trayectoria empresarial
Con 16 años de edad creó su primera tienda online de bañadores. Posteriormente estudió Administración y Dirección de Empresas (ADE) en la Universidad Europea de Canarias. También ha vivido en Londres y Los Ángeles.

### La Pollería
La inspiración para La Pollería surgió de su experiencia previa como propietario de una heladería en Madrid. Frente a la bajada de ventas en invierno, Pedro ideó la creación de gofres con formas atrevidas y humorísticas para atraer a un público joven y conectado a las redes sociales. Lo que comenzó como un pequeño local de 11 metros cuadrados, con un presupuesto limitado y muebles reciclados, se transformó rápidamente en un éxito comercial, con largas colas de clientes esperando para comprar sus "pollofres".
La Pollería se expandió a decenas de ciudades en España y también a Londres. El concepto, que combina humor, marketing digital y una experiencia compartible en redes sociales, ha sido clave para su popularidad. Tuvo un cierto éxito durante un par de años para luego decaer y pasar de moda

### Influencia en redes sociales
Además de su carrera como empresario, Pedro Buerbaum ha aprovechado su popularidad para convertirse en un influencer en plataformas como Instagram, TikTok y YouTube, donde comparte contenido sobre emprendimiento, finanzas y desarrollo personal.

### Otros proyectos
Buerbaum también es la cara visible en España de Akka, una aplicación de inversión dirigida a pequeños inversores, y es anfitrión del podcast WORLDCA$T, en el que entrevista a diversas figuras. Entre sus invitados más destacados se encuentran personalidades como Alberto Núñez Feijóo, Santiago Abascal u Omar Montes, entre otros.

## Polémicas
En 2024, desató controversia con unas declaraciones en sus redes sociales, en las que criticaba duramente el sistema fiscal español y a la Agencia Tributaria, a la que calificó de "socio parásito" y "medio mafiosete". En el vídeo, Buerbaum se quejaba de la cantidad de impuestos que debía pagar:

"¿Voy a estar trabajando para que venga un ente externo que no me aporta nada y solo me pone dificultades y me quite más de la mitad de lo que genero con mi esfuerzo?"

Las declaraciones rápidamente generaron debate en la red social X (anteriormente Twitter), donde varios economistas, periodistas y usuarios comunes expresaron opiniones a favor y en contra. Ese mismo año anunció que instalaría su residencia en República Dominicana.